# Panamerikanische Spiele 2019/Leichtathletik – 400 m Hürden der Frauen

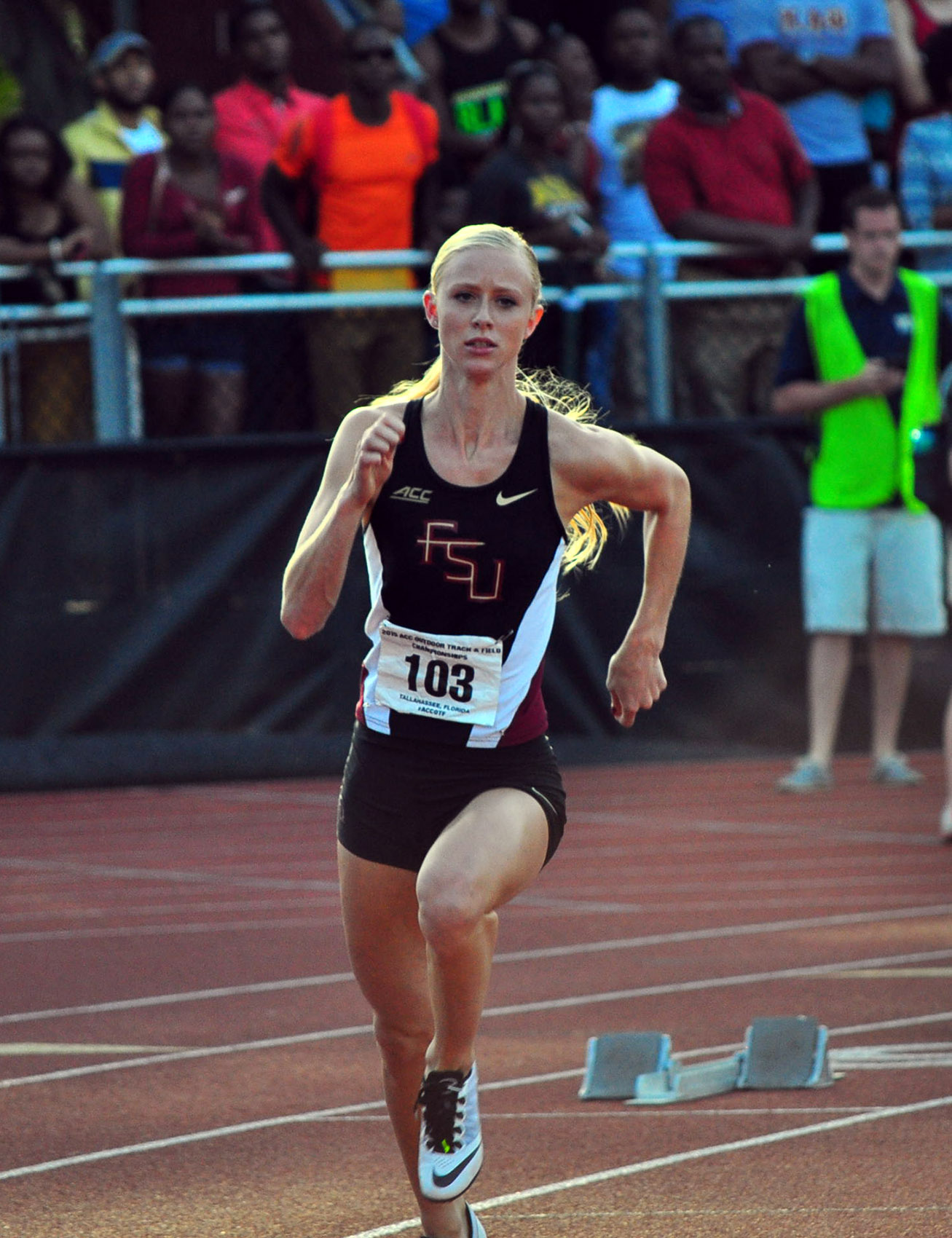
Sage Watson (2015) gewann die Goldmedaille

Der 400-Meter-Hürdenlauf der Frauen bei den Panamerikanischen Spielen 2019 fand am 6. und 8. August im Villa Deportiva Nacional in der peruanischen Hauptstadt Lima statt.
15 Läuferinnen aus 13 Ländern traten zu den Läufen an. Die Goldmedaille gewann Sage Watson nach 55,16 s, Silber ging an Anna Cockrell mit 55,50 s und die Bronzemedaille gewann Rushell Clayton mit 55,53 s.

## Rekorde
Vor dem Wettbewerb galten folgende Rekorde:
| Weltrekord 1      | Julija Petschonkina | 52,34 s | Tula, Russland                              | 8. August 2003 |
| Rekord der Spiele | Daimí Pernía        | 53,44 s | Panamerikanische Spiele in Winnipeg, Kanada | 28. Juli 1999  |

## Halbfinale
Aus den zwei Halbfinalläufen qualifizierten sich die jeweils drei Ersten jedes Laufes – hellblau unterlegt – und zusätzlich die zwei Zeitschnellsten – hellgrün unterlegt – für das Finale.

### Lauf 1
6. August 2019, 16:15 Uhr
| Platz | Bahn | Athletin                  | Land                | Zeit (s)    |
| ----- | ---- | ------------------------- | ------------------- | ----------- |
| 1     | 3    | Zurian Hechaverria        | Kuba                | 55,00 PB    |
| 2     | 5    | Rushell Clayton           | Jamaika             | 55,93       |
| 3     | 9    | Anna Cockrell             | Vereinigte Staaten  | 56,04       |
| 4     | 7    | Gabriella Scott           | Puerto Rico         | 56,88       |
| 5     | 4    | Sparkle McKnight          | Trinidad und Tobago | 57,04       |
| 6     | 6    | Kimberly Cardoza          | Peru                | 58,04 PB    |
| 7     | 2    | Katrina Seymour           | Bahamas             | 1:00,71 min |
| 8     | 8    | Fiorella Chiappe y Madsen | Argentinien         | 1:01,42 min |

### Lauf 2
6. August 2019, 16:25 Uhr
| Platz | Bahn | Athletin         | Land                | Zeit (s) |
| ----- | ---- | ---------------- | ------------------- | -------- |
| 1     | 3    | Grace Claxton    | Puerto Rico         | 56,30 SB |
| 2     | 7    | Sage Watson      | Kanada              | 56,37    |
| 3     | 4    | Ronda Whyte      | Jamaika             | 56,47    |
| 4     | 6    | Tia-Adana Belle  | Barbados            | 56,47    |
| 5     | 2    | Gianna Woodruff  | Panama              | 56,53    |
| 6     | 5    | Melissa González | Kolumbien           | 56,78    |
| 7     | 8    | Reanda Richards  | St. Kitts und Nevis | 59,42    |

## Finale
8. August 2019, 17:55 Uhr
| Platz | Bahn | Athletin           | Land               | Zeit (s) |
| ----- | ---- | ------------------ | ------------------ | -------- |
|       | 6    | Sage Watson        | Kanada             | 55,16 SB |
|       | 8    | Anna Cockrell      | Vereinigte Staaten | 55,50    |
|       | 4    | Rushell Clayton    | Jamaika            | 55,53    |
| 4     | 5    | Zurian Hechaverria | Kuba               | 55,85    |
| 5     | 3    | Tia-Adana Belle    | Barbados           | 55,93    |
| 6     | 7    | Grace Claxton      | Puerto Rico        | 56,04 SB |
| 7     | 2    | Gianna Woodruff    | Panama             | 57,20    |
| 8     | 9    | Ronda Whyte        | Jamaika            | 57,42    |